# 林道駅
林道駅（はやしみちえき）は、香川県高松市木太町にある、高松琴平電気鉄道長尾線の駅である。駅番号はN04。副駅名は「はなまるうどん駅」。

## 駅構造
単式ホーム1面1線を有する。かつては駅に隣接したタバコ屋で切符を委託販売していたが、そのタバコ屋も今はない。

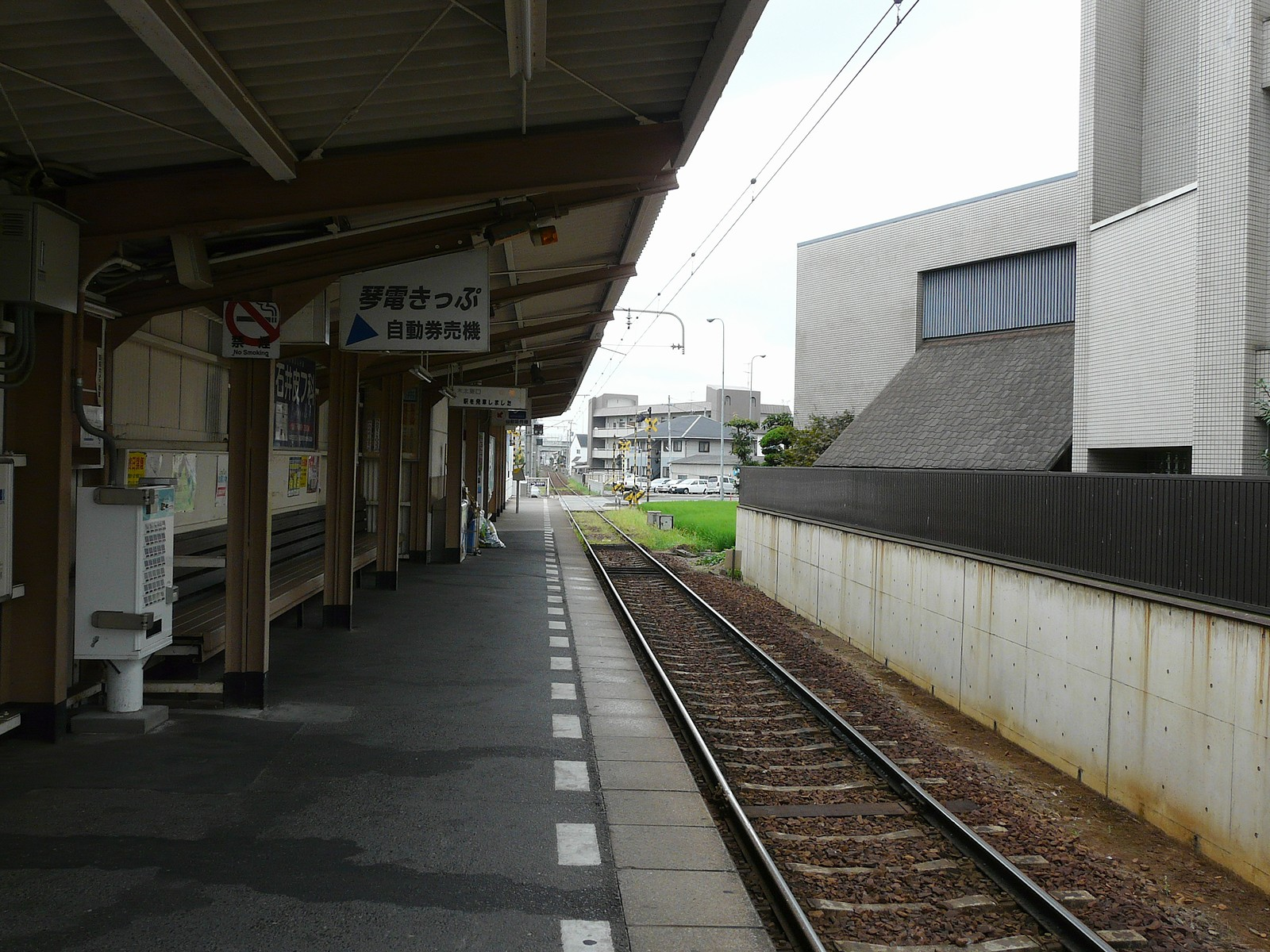
ホーム
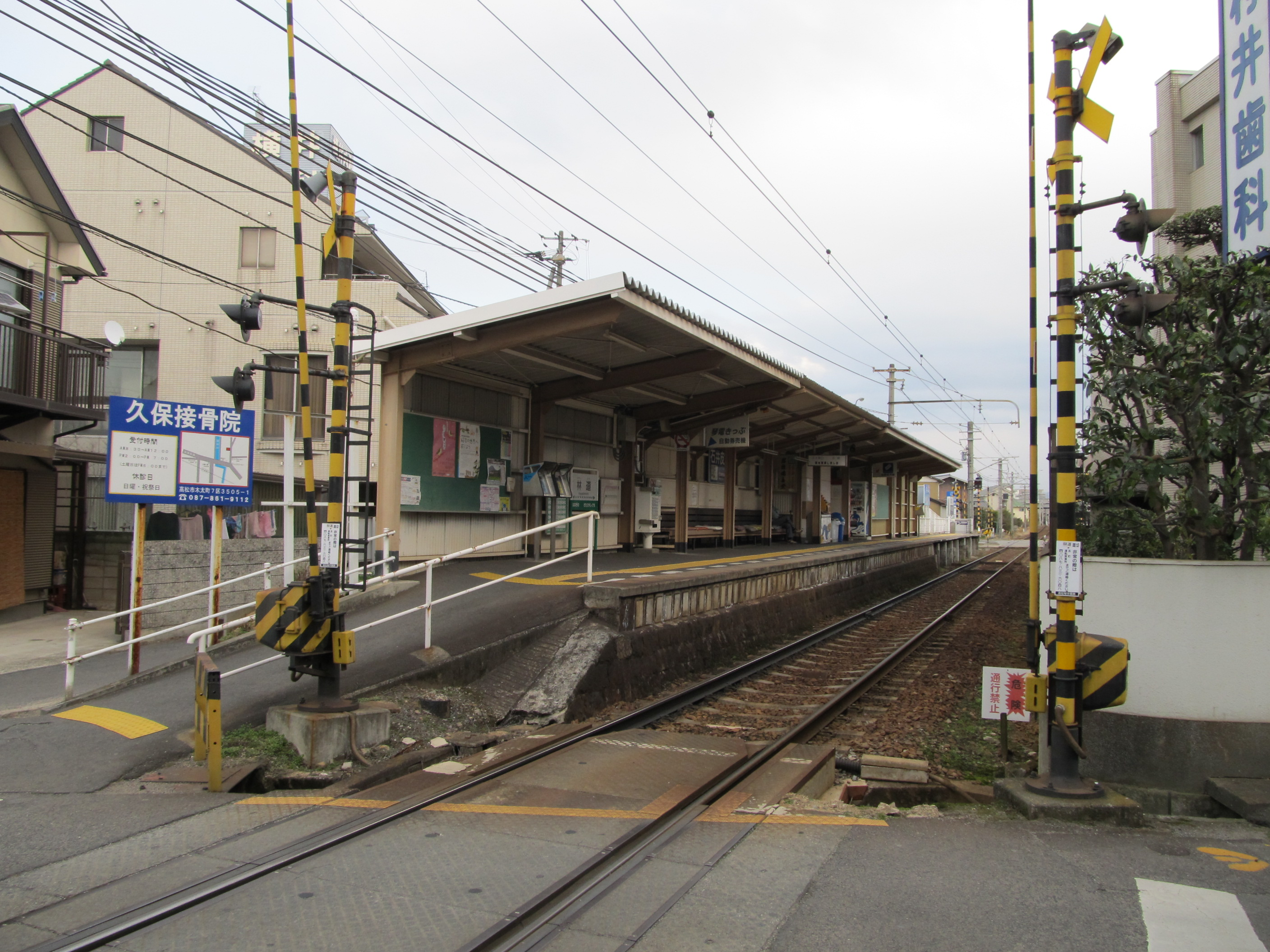
花園方駅入り口

## 利用状況
1日の平均乗降人員は以下の通りである。
| 1日乗降人員推移 | 1日乗降人員推移 |
| 年度            | 1日平均人数     |
| --------------- | --------------- |
| 2011年          | 1,566           |
| 2012年          | 1,633           |
| 2013年          | 1,726           |
| 2014年          | 1,694           |
| 2015年          | 1,729           |
| 2016年          | 1,821           |
| 2017年          | 1,932           |
| 2018年          | 2,015           |

## 駅周辺
- 香川県道272号高松志度線
- 香川県道10号高松長尾大内線旧道
- 香川県道43号中徳三谷高松線
- 高松市立木太小学校
- 高松市立木太南小学校
- 高松木太町郵便局
- マルナカ木太店
林町に空港があった当時は「空港口店」を名乗っていた。
- 西日本放送高松ラジオ送信所
- 香川県農業協同組合木太支店
- 百十四銀行木太支店
2023年11月6日に旧空港通りと高松市道木太鬼無線の交差点角に移転。同年12月11日に同頭脳化センター出張所、2024年1月22日に伏石支店、同年2月13日に水田支店をブランチインブランチ。
- 香川銀行木太支店
- 高松信用金庫木太支店
- 香川三菱自動車販売中央インター店
旧讃岐三菱自動車販売（カープラザ店）本店。
- ことでん林道駅バス停と礼場バス停

## 歴史
1912年（明治45年）4月30日、高松電気軌道（現・ことでん長尾線）の開通と同時に開業。大正時代の時刻表『汽車汽舩旅行案内』によると1915年（大正4年）3月の段階で木太西口駅の次が林道駅である事から、1912年から1915年の間に林道駅が開業されていた事を窺い知る事が出来る。
高松電気軌道時代より続く古い駅であるが、同線にある公文明駅のように戦前に一度廃止されて後に復活した駅である。かつて当駅より300mほど西に木太西口駅があったが、当駅の開業と共に廃止となった。
駅名は駅西側の林町（旧高松空港があったところ）へ延びる市道木太林線（通称：旧空港通り）からとられた。街道となるこの道路が建設された事自体が当駅復活の理由とされる。なお、古い地図などでは駅名が「りんどう」と表されていることもある。

### 年表
- 1912年（明治45年）4月30日 - 高松電気軌道の駅として開業。
- 1934年（昭和9年） - 一旦廃止。
- 1954年（昭和29年）8月1日 - 高松琴平電気鉄道長尾線の駅として再開業。これと入れ替わり統合の形で木太西口駅が廃止。
- 2025年（令和7年）2月25日 - 副駅名「はなまるうどん駅」を期間1年間で導入[1]。

## 隣の駅
高松琴平電気鉄道
■長尾線
花園駅（N03） - 御坊川駅 - 木太西口駅  - 林道駅（N04） - 木太東口駅（N05）